# Muhammad Suhail Zubairy
Muhammad Suhail Zubairy, né le 19 octobre 1952, est un physicien pakistanais professeur au département de physique et d'astronomie de l'Université A&M du Texas et premier titulaire de la chaire Charles-Munnerlyn en optique quantique. Il est connu pour ses travaux en optique quantique et sur les lasers.

## Biographie
Zubairy étudie au Edwardes College à Peshawar où il obtient des BSc en physique et en mathématiques en 1971. Il obtient un MSc en physique à l'Université Quaid-i-Azam en 1974 et son PhD à l'Université de Rochester sous la direction de Emil Wolf en 1978.
Après une première activité professionnelle à l'Optical Sciences Center de l'Université de l'Arizona et au Center for Advanced Studies de l'Université du Nouveau Mexique il rejoint l'université Quaid-i-Azam en 1984 comme professeur d'électronique et directeur du département d'électronique. En 2000 il va à l'Université A&M du Texas.
Il est l'auteur de plus de 300 articles scientifiques sur l'optique quantique : calculs numériques, intrication, localisation sub-longueur d'onde, microscopie quantique et lithographie quantique.

## Récompenses
- Prix Abdus Salam (1986).
- Médaille d'or de l'Académie pakistanaise des sciences (1989).
- Prix Sitara-i-Imtiaz (1993).
- Prix COMSTECH en physique (1999).
- Prix Hilal-e-Imtiaz (2000).
- Prix Al-Khwârizmî (2001).
- Prix Humboldt (2007).
- Bush Excellence Award for International Research (2011)[5].
- Prix Willis E. Lamb for Laser Science and Quantum Optics (2014)[6].
- Compagnon de l'Optical Society of America (1988).
- Compagnon de l'académie des sciences du Pakistan (1995).
- Compagnon de l'American Physical Society (2006).

## Ouvrages
- (en) Marlan O. Scully et M. Suhail Zubairy, Quantum Optics, Cambridge University Press, 1997 (ISBN 0-521-43458-0)
- (en) Goong Chen, David A. Church, Berthold-Georg Englert, Carsten Henkel, Bernd Rohwedder, Marlan O. Scully et M. Suhail Zubairy, Quantum Computing Devices: Principles, Designs, and Analysis, Chapman and Hall/CRC Press, 2006 (ISBN 9781584886815)